# SCUBA

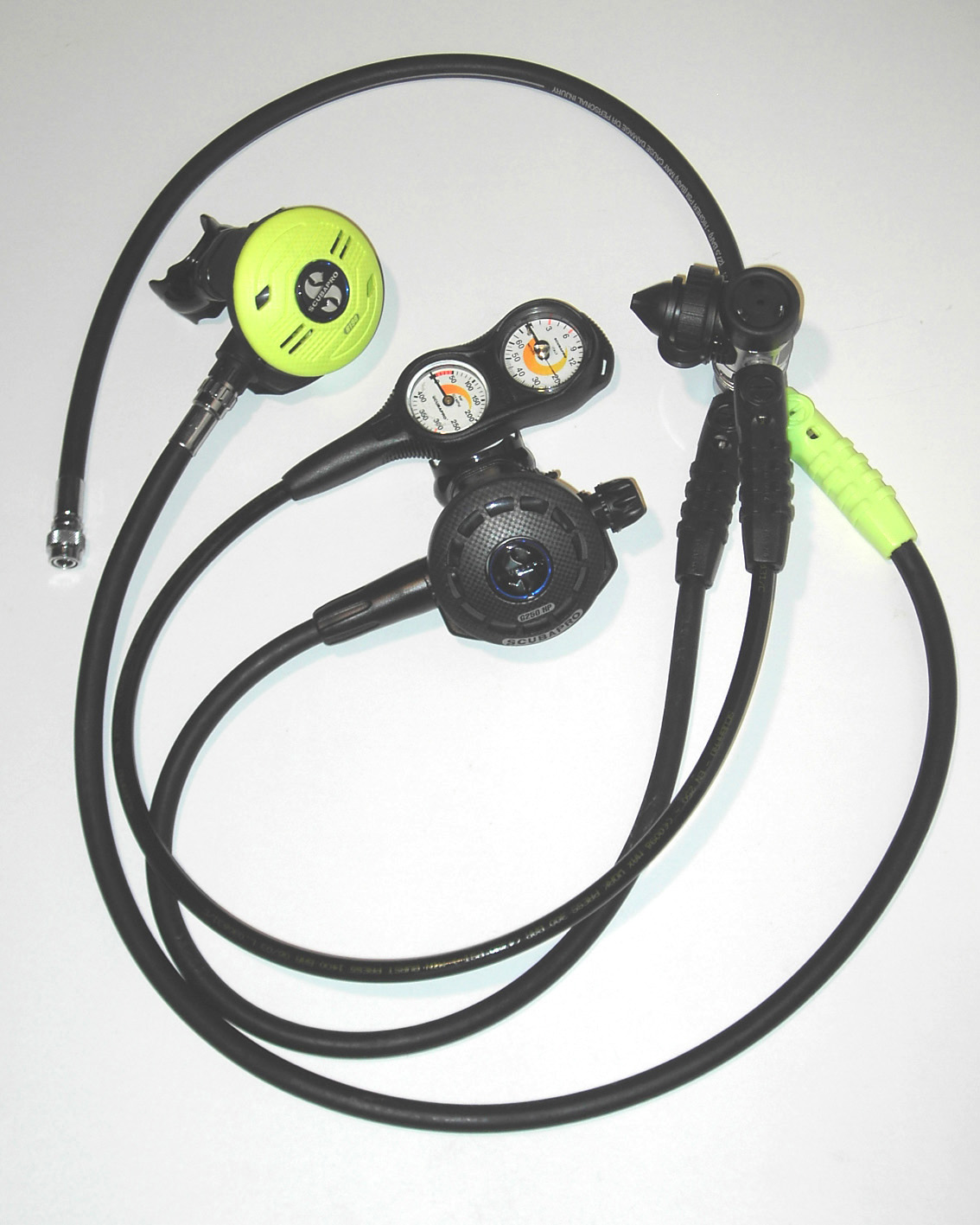
Ademautomaat zonder duikfles

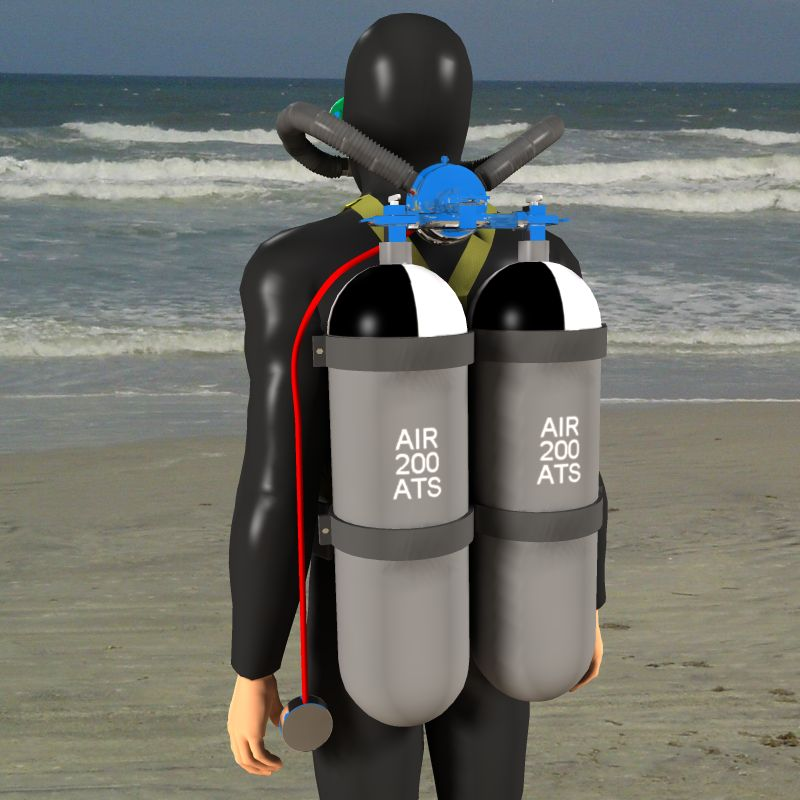
Klassiek ademautomaat met dubbelfles

Een SCUBA (self-contained underwater breathing apparatus) is een ademluchtapparaat dat wordt gebruikt door beroepsduikers en recreatieve duikers om onder water te kunnen ademen. 
Het bestaat uit een duikfles (of dubbelset) met samengeperst ademgas (lucht, nitrox of trimix). De ademgas heeft meestal een druk van 200 tot 300 bar. Het ademautomaat brengt die de druk terug naar een adembare druk afhankelijk van de waterdiepte (de hydrostatische druk) door middel van een reduceerventiel. 
Het eerste apparaat werd in 1943 ontworpen door Émile Gagnan en Jacques-Yves Cousteau. Zij noemden hun apparaat de aqualong, wat later de merknaam Aqua-Lung werd.

## Werking
De ademautomaat bestaat uit twee hoofddelen, de eerste trap en de tweede trap, verbonden door een flexibele slang. De eerste trap, die direct op de duikfles geschroefd wordt, reduceert de hoge luchtdruk uit de fles tot een middendruk (meestal ongeveer 8-10 bar boven de omgevingsdruk, afhankelijk van merk en type). De tweede trap, met daaraan het mondstuk, reduceert de middendruk naar de heersende omgevingsdruk in het water. Hierdoor wordt de druk stapsgewijs teruggebracht naar de omgevingsdruk, en ontvangt de duiker ademgas van de juiste druk.
De omgevingsdruk waaraan een duiker is blootgesteld is afhankelijk van de diepte. De druk van de ingeademde lucht moet gelijk aan de omgevingsdruk zijn, anders functioneert het ademhalingsstelsel niet. Op 20 meter is de omgevingsdruk bijvoorbeeld 3 bar, de ademautomaat moet dan ook een druk leveren van 3 bar.

## Soorten
Er zijn verschillende typen ademautomaten: gebalanceerde en ongebalanceerde. Tijdens het sportduiken worden over het algemeen tweetrapsautomaten gebruikt. Deze automaten (met name de eerste trap, alhoewel er ook gebalanceerde tweede trappen verkrijgbaar zijn) zijn weer onder te verdelen in gebalanceerde en ongebalanceerde typen. 
- De gebalanceerde automaten zorgen ervoor dat ongeacht de resterende luchtdruk in de fles en ongeacht de diepte de ademweerstand gelijk blijft.
- Bij ongebalanceerde typen kan de ademweerstand variëren al naargelang de druk in de fles en de diepte waarop de duiker zich bevindt. Over het algemeen zijn gebalanceerde automaten duurder in aanschaf, maar het comfort en de veiligheid zijn beter.

Van beide typen automaten zijn weer twee typen te onderscheiden: automaten die werken met een membraan en automaten die werken met een piston. Bij de automaten met een piston komt het mechaniek over het algemeen (enkele types uitgezonderd) in aanraking met het water. Hierdoor ontstaat een grotere kans op vervuiling van de automaat en ook kan de automaat eerder bevriezen. Daarentegen is het binnenwerk van de membraanautomaat afgeschermd van het water. Hiermee worden de nadelen van de pistonautomaat ondervangen. Over het algemeen (maar niet altijd!) zijn membraanautomaten minder gevoelig voor bevriezing en daarom beter geschikt voor duiken in koud water (<10 graden).